# 솜 땀
솜 땀(태국어: ส้มตำ) 또는 솜 땀 타이(태국어: ส้มตำไทย)는 태국의 풋파파야 샐러드이다. 풋파파야 샐러드는 본래 라오스와 이산 지역의 요리이나, 태국 요리 버전이 더 널리 알려져 있다. 덜 익은 파파야로 매콤하게 만든 땀의 일종이다. 태국의 국민 음식 가운데 하나로 여겨진다.

## 이름
태국어 "솜(ส้ม)"은 "시다"는 뜻의 형용사이며, "땀(ตำ)"은 "빻다"라는 뜻의 동사이지만, 빻아 만든 태국 샐러드를 뜻하는 명사로 쓰이기도 한다. "솜 땀"은 "신 샐러드"라는 뜻이다.

## 만들기
풋파파야는 채썰어 얼음물에 담가 뒀다가 체에 받쳐 물기를 빼둔다. 채썬 당근을 섞어 색을 내기도 한다. 작은 절구에 마늘, 새눈고추, 야자당, 마른 새우, 볶은 땅콩, 남 쁠라(어장), 타마린드 액, 라임 즙을 넣고 빻는다. 드레싱이 만들어지면 줄콩을 넣어 빻다가, 채썬 풋파파야와 방울토마토를 넣고 가볍게 빻아 낸다.

## 같이 보기
- 땀 땡
- 땀 막훙